# Classement général du Tour de France
Le classement général du Tour de France est un classement du Tour de France cycliste, qui récompense le coureur qui a passé le moins de temps au cours de toutes les étapes d'un Tour, en tenant compte des éventuelles secondes de bonifications obtenues lors d'arrivées d'étape ou en cours d'étape. Ce classement attribue depuis 1919 à son leader le port du maillot jaune. 
Le classement général final, calculé à l'issue de la dernière étape décerne le vainqueur du Tour de France.

## Histoire
Le gagnant du premier classement général du Tour de France portait non pas un maillot jaune, mais un brassard vert. À la suite d'un deuxième Tour de France mouvementé, les règles sont changées, et le classement général n'est plus calculé au temps, mais aux points. Ce système de points est maintenu jusqu'en 1912, après quoi on revient au classement au temps. À cette époque, le leader du classement général ne porte toujours pas de maillot jaune.

## Règlement
« Le classement général individuel au temps s’établit par l’addition des temps réalisés par chaque coureur dans le prologue et les 20 étapes, compte tenu des bonifications et pénalités en temps. »
Le coureur avec le meilleur temps global à la fin de chaque étape reçoit un maillot jaune au cours de la cérémonie de fin d'étape et il obtient le droit de commencer l'étape suivante du Tour avec le maillot jaune sur les épaules.
Le coureur qui reçoit le maillot jaune à l'issue de la dernière étape à Paris, est le vainqueur final du Tour.

## Leader multiple
Dans les premières années du Tour de France, le temps au classement général est calculé en minutes, bien que généralement les coureurs arrivent avec un écart de plusieurs secondes d'intervalle. De fait, plusieurs cyclistes peuvent être classés dans le même temps. Par exemple, en 1914, avant l'introduction du maillot jaune, la course possède deux leaders durant quatre étapes, Philippe Thys et Jean Rossius.
Depuis l'introduction du maillot jaune en 1919, la situation ne s'est produite que deux fois. La première fois en 1929, quand trois coureurs avaient le même temps à l'arrivée de l'étape de Bordeaux. Le Luxembourgeois Nicolas Frantz, les Français Victor Fontan et André Leducq ont donc tous les trois roulés le lendemain en jaune, mais aucun ne l'a conservé jusqu'à l'arrivée à Paris. En 1931, la situation s'est produite pour la deuxième fois, lorsque Charles Pélissier et Raffaele Di Paco étaient classés dans le même temps. Le problème des co-leaders est résolu en donnant le maillot au coureur le mieux classé lors d'une arrivée d'étape. L'introduction d'un court contre-la-montre (ou prologue) en 1967 au début de la course permet depuis (excepté en 2008, 2011 et 2013) de départager les coureurs grâce aux centièmes de secondes enregistrés durant ce prologue. D'après le règlement d'ASO :
« En cas d’égalité de temps au classement général, les centièmes de seconde enregistrés par les chronométreurs lors des épreuves contre la montre «individuel» sont réincorporés dans le temps total pour départager les coureurs et décider de l’attribution du maillot jaune. En cas de nouvelle égalité, il est fait appel à l’addition des places obtenues à chaque étape et, en dernier ressort, à la place obtenue dans la dernière étape. »
Ce cas de figure s'est produit entre les 4e et 6e étapes du Tour de France 2009, où le Suisse Fabian Cancellara et le revenant septuple vainqueur Lance Armstrong étaient crédités du même temps en secondes : en s'en référant aux centièmes de secondes du contre-la-montre de la première étape, Cancellara a été déclaré premier du classement général durant ces trois étapes.

## Aucun coureur en jaune
Il est arrivé que pour diverses raisons, aucun coureur ne porte le maillot jaune au cours d'une étape.
Ainsi, lors du Tour de France 1950, le Suisse Ferdi Kübler prend le départ avec son maillot national plutôt que le jaune, lorsque le leader de la course, Fiorenzo Magni abandonne avec toute l'équipe d'Italie pour protester contre les menaces qui auraient été faites par les spectateurs.
Le Belge Eddy Merckx refuse en 1971 de porter le maillot jaune, après que son porteur précédent, Luis Ocaña, a chuté dans la descente du Col de Mente dans les Pyrénées.
Lors du Tour 1980, le Néerlandais Joop Zoetemelk ne porte pas le maillot jaune qui lui revient après l'abandon de son rival Bernard Hinault à cause d'une blessure au genou.
Lors de la 5e étape du Tour de France 1991, le maillot jaune danois Rolf Sørensen abandonne sur chute.
Lors de la 5e étape du Tour de France 2005, Lance Armstrong refuse d'endosser le maillot jaune que David Zabriskie a perdu la veille à cause d'une chute. Armstrong sera contraint à l'enfiler au cours de l'étape.
Lors de la 17e étape du Tour de France 2007, aucun maillot jaune n'est présent dans le peloton, le premier du classement général, Michael Rasmussen, étant non partant car venant d'être exclu par son équipe.
Lors de la 7e étape du Tour de France 2015, le maillot jaune Christopher Froome refuse d'endosser cette tunique que Tony Martin a perdu la veille à cause d'un abandon sur chute.

## Scandales avec le maillot jaune
Durant des Tours de France, le maillot jaune est entaché de plusieurs scandales.
Maurice Garin remporte le Tour de France avant la mise en place du maillot jaune, mais en 1904 il est disqualifié alors qu'il est le vainqueur, après que d'autres coureurs l'ont vu tricher. 
En 1978, le coureur belge Michel Pollentier prend la tête de la course après avoir attaqué dans la montée de l'Alpe d'Huez. Il est disqualifié le jour même après avoir essayé de tricher à un contrôle antidopage.
En 1988, l'Espagnol Pedro Delgado remporte le Tour, malgré un contrôle antidopage prouvant qu'il a pris un médicament qui peut être utilisé pour masquer l'usage de stéroïdes. La nouvelle du test est divulguée à la presse par l'ancien organisateur du Tour, Jacques Goddet. Delgado est autorisé à continuer parce que le médicament, le probénécide n'est pas interdit par l'Union cycliste internationale.
Le vainqueur 1996, le Danois Bjarne Riis déclare en 2007 qu'il a consommé des drogues pendant son Tour victorieux. Il est disqualifié et on lui interdit de suivre le Tour. Riis devait suivre le Tour en tant que directeur sportif de l'équipe danoise Team CSC. Depuis, il a été réhabilité au classement pour son honnêteté et il a mis en place un suivi rigoureux dans son équipe et il est devenu une voix importante dans la lutte contre le dopage dans le sport.
Le vainqueur 2006, Floyd Landis est disqualifié plus d'un an après la course. Après avoir été contrôlé positif lors de sa victoire dans la 17e étape, un comité d'arbitrage l'a déclaré coupable en septembre 2007, après quoi Óscar Pereiro a récupéré la victoire du Tour 2006. Landis a fait appel devant le Tribunal arbitral du sport, mais a perdu cet appel fin juin 2008. Finalement en mai 2010, il avoue s'être dopé.
En 2007, le coureur danois Michael Rasmussen est retiré de la course par son équipe Rabobank à la suite de plaintes lui reprochant de ne pas avoir rendu possible plus tôt dans l'année des contrôles inopinés. Rasmussen avait signalé qu'il était au Mexique, alors qu'il était en réalité en Italie.
En 2010, le contrôle antidopage du maillot jaune Alberto Contador lors de la journée de repos avant l'étape 17 est positif au clenbutérol, ce contrôle positif ne sera révélé qu'en septembre 2010. Il garda son maillot jaune jusqu'à la victoire finale, mais en février 2012, à la suite de sa disqualification pour dopage par le Tribunal arbitral du sport, son titre lui est retiré, ainsi que l'intégralité de ses titres acquis en 2011.

## Record de jours passés en jaune
Le coureur qui a le plus porté le maillot jaune est le Belge Eddy Merckx, qui l'a porté durant 96 jours. Le plus grand nombre de porteur différent en une seule édition est de huit en 1958 et 1987. Plus récemment, en 2008, sept coureurs ont eu la chance de le porter (Alejandro Valverde, Romain Feillu, Stefan Schumacher, Kim Kirchen, Cadel Evans, Fränk Schleck, Carlos Sastre), laissant le record à huit.

## L'homme qui a refusé le maillot jaune
Le maillot jaune est conçu pendant des décennies, comme tous les autres maillots de vélo, avec de la laine. Aucune fibre synthétique existant à l'époque n'offrait les mêmes avantages que la laine, qui limitait les effets de la chaleur et absorbait la transpiration. La broderie étant chère, les seules lettres qui apparaissent sur le maillot sont les initiales HD de Henri Desgrange. Les coureurs ajoutent le nom de l'équipe pour laquelle ils courent sur le devant du maillot avec des épingles.
Bien que les matériaux synthétiques n'existassent pas encore pour créer un maillot complet, le premier en fibre synthétique fut créé en 1947, après l'arrivée de SOFIL en tant que sponsor. Les coureurs croyaient en la pureté de la laine, et surtout le français Louison Bobet.
Bobet insiste pour que l'on conserve les maillots en laine lors de leurs longues journées de transpiration dans la chaleur et la poussière. C'est une question d'hygiène. Les tissus artificiels font beaucoup trop transpirer les coureurs. Et, dans son deuxième Tour de France en 1948, il refuse de porter le maillot en synthétique qu'on lui présente.
Jacques Goddet, le directeur de course raconte :
« Cela a produit un véritable drame. Notre contrat avec Sofil s'écroulait. Si la nouvelle était sortie, l'effet commercial aurait été désastreux pour le fabricant. Je me souviens en avoir débattu avec lui une bonne partie de la nuit. Louison a toujours été extraordinairement courtois, mais ses principes étaient aussi durs que les blocs de granit de sa Bretagne natale. »
Aucun compromis n'étant possible, Goddet obtient de Sofil qu'il produise un autre maillot en laine au cours de la nuit.

## Parrainage
La banque française le Crédit lyonnais sponsorise le maillot jaune de 1987 à 2005. La société est un partenaire commercial du Tour depuis 1981. Elle décerne en plus un lion en peluche au vainqueur de chaque étape. Depuis 2006, le parrainage du maillot est au nom de LCL, le nouveau nom du Crédit Lyonnais après sa reprise par une autre banque, le Crédit agricole.
- Liste complète :
  - 1971-1983 : Miko[11]
  - 1984-1986 : Banania[12]
  - 1987-2005 : Crédit lyonnais
  - 2006-2028 : LCL[13],[14],[15]